# PGZ-88自行高射炮
PGZ-88自行高射炮是中國解放軍製的一款高射砲車，主武裝為雙聯37mm機砲，加上79式戰車底盤。炮塔上安装有搜索测距雷达、敌我识别应答机、光电坐标仪、光环镜和模拟式指挥仪火控系统。在80年代的解放軍算是高科技裝備，敌我识别应答机天线与搜索测距雷达天线合二为一。搜索测距雷达搜索距离8000～15000米，搜索高度100～3000米。

## 外部連結
- “叶尼塞”自行高炮的中国亲戚（页面存档备份，存于）